# چشمان مرد مرده
چشمان مرد مرده (انگلیسی: Dead Man's Eyes) فیلمی در ژانر ترسناک و معمایی به کارگردانی رجینالد ده بورگ است که در سال ۱۹۴۴ منتشر شد. از بازیگران آن می‌توان به لان چینی جونیور و جین پارکر اشاره کرد.